# Beleza Roubada
Beleza Roubada (en: Stealing Beauty) é um filme estadunidense de 1996, do gênero romance realizado por Bernardo Bertolucci. O roteiro foi escrito por Susan Minot, baseado em história do próprio diretor.

## Sinopse
Após o suicídio de sua mãe, uma jovem de 19 anos viaja para a Itália com o propósito aparente de reencontrar alguns amigos e ter o seu retrato pintado, mas na verdade ela quer rever o jovem em quem ela dera o seu primeiro beijo, quatro anos antes. Simultaneamente, ela pretende decifrar um enigma que foi encontrado no diário da sua mãe.

## Elenco
- Liv Tyler .... Lucy
- Carlo Cecchi .... Carlo Lisca
- Sinéad Cusack .... Diana
- Joseph Fiennes .... Christopher
- Jason Flemyng .... Gregory
- Anna-Maria Gherardi .... Chiarella Donati
- Jeremy Irons .... Alex
- Jean Marais.... sr. Guillaume
- Donal McCann .... Ian
- D.W. Moffet .... Richard
- Ignazio Oliva .... Osvaldo Donati
- Stefania Sandrelli .... Noemi
- Francesco Siciliano .... Michele Lisca
- Rebecca Valpy .... Daisy
- Alessandra Vanzi .... Marta
- Rachel Weisz .... Miranda

## Prêmios e Indicações
Camerimage (1996)
- Indicado ao prêmio Golden Frog (Darius Khondji).

Festival de Cannes (1996)
- Indicado ao prêmio Palma de Ouro (Bernardo Bertolucci).

David di Donatello Awards (1996)
- Indicado ao prêmio de Melhor Diretor (Bernardo Bertolucci).
- Indicado ao prêmio de Melhor Filme.

Satellite Awards (1996)
- Indicado ao Golden Satellite Awards na categoria Melhor Ator Coadjuvante em Filme - Drama (Jeremy Irons).

YoungStar Awards (1996)   
- Indicado na categoria Melhor Atriz Jovem em Filme Dramático (Liv Tyler).

## Trilha sonora
A trilha sonora foi produzida por Peter Afterman e Karyn Rachtman, e apresenta uma seleção especial com canções interpretadas por Nina Simone, Liz Phair, Stevie Wonder e Billie Holiday, entre outros:
1. Hooverphonic: "2 Wicky" (written by Burt Bacharach)
2. Portishead: "Glory Box" (written by Geoff Barrow)
3. Axiom Funk: "If 6 Was 9" (written by Jimi Hendrix)
4. John Lee Hooker: "Annie Mae"
5. Liz Phair: "Rocket Boy"
6. Stevie Wonder: "Superstition"
7. Nina Simone: "My Baby Just Cares For Me" (written by Walter Donaldson)
8. Billie Holiday: "I'll Be Seeing You" (written by Sammy Fain)
9. Mazzy Star: "Rhymes Of An Hour" (written by Hope Sandoval)
10. Cocteau Twins: "Alice"
11. Lori Carson: "You Won't Fall"
12. Sam Phillips: "I Need Love"